# Muritiba
Muritiba es un municipio brasileño del estado de Bahía. Su población estimada en 2004 era de 33.779 habitantes.
Fundada el 8 de agosto de 1919, el municipio de Muritiba tiene como base económica la agricultura, con la producción de mandioca, tabaco, naranja y limón. Famosa en el Recôncavo Bahiano por la tradicional Fiesta del Señor del Bonfim, que sucede todos los años en la ciudad y tiene una duración de once días y termina con la Procesión del Señor del Bonfim en la última fiesta.
Tierra natal del escritor Clementino Fraga y del compositor Lui Muritiba.